# Hypoprepia subornata
Hypoprepia subornata là một loài bướm đêm thuộc phân họ Arctiinae, họ Erebidae.